# 堅尼夫·卡遜
堅尼夫·卡遜（丹麥語：Kenneth Carlsen，1973年4月17日—），丹麥男子职业網球運動員，1998年在香港舉行的沙龍公開賽 (Salem Open) 奪得冠軍後才開始成名；並擁有三個單打冠軍。但他在2007年10月10日退休。

## 資料來源
1. ↑  ATP World Tour: Carlsen Retires from ATP Circuit in Stockholm

## 外部連結
- 堅尼夫·卡遜（英文/西班牙文）的官方資料
- 堅尼夫·卡遜的國際網球總會 職業／青少年 官方資料（英文）
- 堅尼夫·卡遜的官方資料（英文）